# Ибрахим ибн Мухаммад ибн Абд аль-Ваххаб
Ибрахи́м ибн Муха́ммад ибн Абд аль-Вахха́б (араб. إبراهيم ابن محمد بن عبد الوهاب‎, Эд-Диръия — Египет) — исламский богослов из рода Аль Шейх, сын известного улема Мухаммада ибн Абд аль-Ваххаба.

## Биография
Ибрахим ибн Мухаммад родился в городе Эд-Диръия (точная дата рождения неизвестна) и обучался исламским наукам там же, у своего отца. Подробных данных о его жизни нет, известно лишь что он занимался преподаванием. Ибрахим ибн Мухаммад был в числе тех, кто попал в плен к Ибрагиму-паше в 1818 году (1234 г.х.). Дата и место смерти Ибрахима ибн Мухаммада неизвестны (известно лишь то, что он умер на территории Египта), так же нет сообщений о его потомках в Неджде или Египте. Последние известия о нём датированы 1835 годом (1251 г.х.).
Историк Усман ибн Абдуллах ибн Бишр сказал о нём:

Что касается Ибрахима, сына шейха [Мухаммада ибн Абд аль-Ваххаба], я видел как он занимался преподаванием в кружке. Он был осведомлённым в науках, но не занял судейскую должность. Когда я был маленьким я прочёл ему «Книгу единобожия», это было в 1224 году [по хиджре].
— Усман ибн Абдуллах ибн Бишр Унуан аль-Маджд